# Vittoria Colonna
Vittoria Colonna (ur. w kwietniu 1490 w Marino, zm. 25 lutego 1547 w Rzymie) – markiza Pescary, włoska poetka, przyjaciółka Michała Anioła.

## Życiorys
Córka Fabrizia Colonny (magnata z królestwa Neapolu) i Agnese da Montefeltro, już w wieku 4 lat została zaręczona z Fernandem Franceskiem D'Avalosem, a ślub wzięli, gdy miała 19 lat. Otrzymała wszechstronne wykształcenie i wcześnie objawiła zamiłowanie do literatury. Gdy jej mąż (kapitan w armii Karola V) dostał się do niewoli w 1512, nawiązała się między małżonkami korespondencja wierszem i prozą, która świadczy o ich wielkiej wzajemnej miłości. Ferrante zmarł w listopadzie 1525 a Vittoria pogrążyła się w głębokiej żałobie i zaczęła szukać pociechy w religii. Napisała cykl poezji religijnych Rime spirituali. Od 1529 zaczęła podróżować po Włoszech, w 1537 wraz z zakonnikiem Bernardinem Ochinem (przyszłym działaczem reformacji) założyła klasztor kapucynów.
W 1536, podczas pobytu w Rzymie, wzbudzała szacunek swoją pobożnością. Zaprzyjaźniła się z kardynałami: Pole'em i Contarinim, a szczególna przyjaźń połączyła ją z Michałem Aniołem, który napisał dla niej kilka sonetów i narysował kilka jej portretów.
Wspólne zainteresowanie literaturą połączyło ją z wybitnymi pisarzami włoskiego odrodzenia m.in. Pietrem Bembem, Luigim Alamannim i Baldassare Castiglionem. Przyjaźniła się także z wieloma protestantami, skupionymi wokół Juana de Valdésa, m.in. Pietrem Carnesecchim. Umarła, zanim włoska Inkwizycja rozpoczęła prześladowania innowierców, dlatego sama nie była oskarżona o herezję i chociaż popierała tolerancję religijną to najprawdopodobniej nigdy nie była protestantką.
Napisała cykl poematów elegijnych (opublikowane w 1538 w Parmie) oraz poezje religijne Rime Spirituali (wydane w Wenecji w 1544).
Vittoria Colonna była i jest nadal uważana za najwybitniejszą renesansową poetkę włoską.
Vittoria Colonna była cioteczną siostrą Bony Sforzy, późniejszej żony Zygmunta I Starego i królowej Polski.